# Schout-bij-nacht

Insigne van een schout-bij-nacht bij de Koninklijke Marine

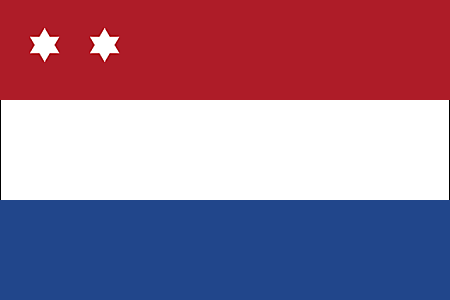
Onderscheidingsvlag van een Schout-bij-nacht bij de Koninklijke Marine

De schout-bij-nacht (SBN) (of in vroeger eeuwen achteradmiraal) is bij de Koninklijke Marine een vlagofficier, de derde in rang na luitenant-admiraal en viceadmiraal.

## Functie
De equivalente term bij andere marines is bijvoorbeeld rear admiral (VS en VK), contre-amiral (Frankrijk), kontreadmiral  (Denemarken, Noorwegen) en Konteradmiral (Duitsland).
De schout-bij-nacht was oorspronkelijk de bevelvoerder die, bij afwezigheid van de admiraal, in de nachtelijke uren toezicht hield op de vloot. Dit deed hij door achteraan de vloot te varen. Schepen hadden in die tijd een lamp bij de spiegel hangen die van achteren duidelijk zichtbaar was. Vandaar de naam rear admiral, of arrière-amiral. Vanaf de zeventiende eeuw is de term in gebruik gekomen voor een hoge plaatsvervangende officier, onder de viceadmiraal.
De Belgische marine kent de divisieadmiraal.

## Etymologie
De naam is een verbastering van Schouwt bij nacht, wat zijn oorspronkelijke taak beschrijft. De meningen zijn echter verdeeld, volgens Philippa is dit "zeer onwaarschijnlijk" en is de naam ontleend aan de politiebeambte die 's nachts de schout verving, nachtschout, kapitein bij nacht of schout-bij-nacht genoemd. Het meervoud is schouten-bij-nacht of schout-bij-nachts.

## Bekende schout-bij-nachts

### Duitsland
- Eberhard Godt
- Reinhard Scheer
- Maximilian von Spee

### Frankrijk
- Martin Fourichon

### Japan
- Heihachiro Togo

### Nederland
- Adriaen Banckert
- Gerard Beerse
- Pieter Bindt
- Engelbertus Batavus van den Bosch
- Jan van Brakel
- Ludger Brummelaar
- Paulus Roelof Cantz'laar
- Karel Doorman
- James Enslie
- Cornelis Evertsen de Oude
- Jan van Galen
- Robbert Louis de Haes
- Ernst Lodewijk van Heeckeren van Waliën
- Jacob Laurens den Hollander
- Abraham van der Hulst
- Hoyte Jolles
- Theodoor Louis Kruys
- Willem Jan Kruys
- Johan de Liefde
- Hendrik van Mecklenburg-Schwerin
- Pieter Melvill van Carnbee
- Christoffel Middaghten
- Aert Jansse van Nes
- Jan Jansse van Nes
- Michiel de Ruyter
- Jacobus Gijsbertus Snethlage
- Hendrik-Jan van der Stad
- Isaac Sweers
- Cornelis Tromp
- Wilhelm Johannes Gerrit Umbgrove
- Carel Hendrik Ver Huell
- Hidde Sjoerds de Vries
- Constantijn Johan Wolterbeek
- Willem van der Zaen
- Johan Zoutman

### Spanje
- Patricio Montojo

### Verenigd Koninkrijk
- Francis Beaufort
- John Franklin
- David Milne
- Sandy Woodward

### Verenigde Staten
- Richard E. Byrd
- George Dewey
- Aubrey Fitch
- Frank Jack Fletcher
- Raymond Spruance
- Charles Stewart
- Henry A. Walke

### Fictie
- M, Sir Miles Messervy, het diensthoofd van James Bond